# André Kuipers
André Kuipers (Amsterdam, 5 ottobre 1958) è un astronauta e medico olandese.
È stato il terzo olandese ad andare nello spazio. Il 19 aprile 2004 è partito verso la Stazione spaziale internazionale con la missione russa Sojuz TMA-4 ed è rientrato il 30 aprile 2004 con la Sojuz TMA-3.
Kuipers ha partecipato alle missioni Expedition 30 e Expedition 31. 
La partenza avvenne il 21 dicembre 2011 e il rientro a Terra il 1º luglio 2012.